# Temporada da NFL de 1974
A Temporada de 1974 da NFL foi a 55ª temporada regular da National Football League. A temporada terminou no Super Bowl IX onde o Pittsburgh Steelers derrotaram o Minnesota Vikings.

## Mudanças nas regras
As seguintes regras foram adotadas pela liga para dar mais tempo e ação ao jogo:
- Uma prorrogação de morte súbita (15 minutos) foi adicionada à pré-temporada e à temporada; se nenhum dos dois times marcar pontos na prorrogação, o resultado seria empate. Essa regra foi implantada para reduzir o número de empates. A primeira prorrogação em temporada regular ocorreu em 22 de setembro em um jogo entre o Pittsburgh Steelers e o Denver Broncos, que terminou empatado em 35 a 35. Foi só em 10 de novembro que aconteceu uma vitória na prorrogação, quando o New York Jets derrotou o New York Giants por 26 a 20.
- Traves de Goal (Gol): as traves em forma de Y foram mudadas da linha de goal para atrás dela, onde estavam desde 1932. Isso foi feito para reduzir o número de jogos decididos por field goals e para aumentar a dificuldade do chute, além de reduzir o número de colisões com as traves. Uprights (traves na vertical) foram aumentas para 30 pés (9,1 metros) acima da barra horizontal.
- Field goals perdidos: Após um time chutar um field goal e errar, o time defensivo se posta contra a bola na linha de scrimmage na linha de 20 jardas. (Na temporada de 1994, a referência da posição da bola seria mudada para o ponto de onde a bola foi chutada) É importante notar que a linha de 20 jardas é onde a bola fica depois de um touchback.
- Kickoffs: a posição de onde a bola é chutada passa da linha de 40 para a linha de 35 jardas para reduzir touchbacks, para dar mais emoção aos retornos de kickoffs. Na temporada de 1994, o kickoff passaria a ficar na linha de 30 jardas.
- Retorno de Punt: um membro da equipe que está chutando a bola não pode atravessar a linha de scrimmage até que a bola seja chutada, a não ser os jogadores mais afastados em cada lado do snapper.
- Um eligible receiver (jogador apto para receber a bola) pode sofrer contato de um defensor depois que ele passa 3 jardas da linha de scrimmage.
- Quando um jogador de defesa comete uma falta de uso ilegal das mãos, dos braços ou uma falta com o corpo atrás da linha de scrimmage, a penalidade será marcada no local onde a bola estava na jogada anterior.
- As punições para penalidades do ataque como holding (segurada), uso ilegal das mãos e tripping (rasteira) foram reduzidas de 15 jardas para 10 jardas.
- Wide receivers que bloqueiam de costas para bola dentro da linha de três jardas da linha de scrimmage não podiam bloquear mais abaixo da linha da cintura.

## Corrida pela divisão
De 1970 até 2002, haveria três divisões (Eastern, Central e Western) em cada conferência. O vencedor de cada divisão e um quarto time vindo do "wild card" (repescagem) iriam para os playoffs. O desempate seria o confronto direto, seguido por campanha contra adversários da mesma divisão, adversários em comum e da conferência.

### National Football Conference
| Semana | Eastern   |        | Central    |        | Western         |        | Repescagem      |        |
| ------ | --------- | ------ | ---------- | ------ | --------------- | ------ | --------------- | ------ |
| 1      | 3 times   | 1-0-0  | (Chi, Min) | 1-0-0  | (LA, SF)        | 1-0-0  | 4 times         | 1-0-0  |
| 2      | ST. LOUIS | 2-0-0  | MINNESOTA  | 2-0-0  | Empate (LA, SF) | 2-0-0  | Empate (LA, SF) | 2-0-0  |
| 3      | ST. LOUIS | 3-0-0  | MINNESOTA  | 3-0-0  | Empate (LA, SF) | 2-1-0  | 4 times         | 2-1-0  |
| 4      | ST. LOUIS | 4-0-0  | MINNESOTA  | 4-0-0  | LOS ANGELES     | 3-1-0  | PHILADELPHIA    | 3-1-0  |
| 5      | ST. LOUIS | 5-0-0  | MINNESOTA  | 5-0-0  | LOS ANGELES     | 3-2-0  | PHILADELPHIA    | 4-1-0  |
| 6      | ST. LOUIS | 6-0-0  | MINNESOTA  | 5-1-0  | LOS ANGELES     | 4-2-0  | PHILADELPHIA    | 4-2-0  |
| 7      | ST. LOUIS | 7-0-0  | MINNESOTA  | 5-2-0  | LOS ANGELES     | 5-2-0  | WASHINGTON      | 4-3-0  |
| 8      | ST. LOUIS | 7-1-0  | MINNESOTA  | 6-2-0  | LOS ANGELES     | 6-2-0  | WASHINGTON      | 5-3-0  |
| 9      | ST. LOUIS | 7-2-0  | MINNESOTA  | 7-2-0  | LOS ANGELES     | 7-2-0  | WASHINGTON      | 6-3-0  |
| 10     | ST. LOUIS | 8-2-0  | MINNESOTA  | 7-3-0  | LOS ANGELES     | 7-3-0  | WASHINGTON      | 7-3-0  |
| 11     | ST. LOUIS | 9-2-0  | MINNESOTA  | 7-4-0  | LOS ANGELES     | 8-3-0  | WASHINGTON      | 8-3-0  |
| 12     | ST. LOUIS | 9-3-0  | MINNESOTA  | 8-4-0  | LOS ANGELES     | 9-3-0  | WASHINGTON      | 8-4-0  |
| 13     | ST. LOUIS | 9-4-0  | MINNESOTA  | 9-4-0  | LOS ANGELES     | 9-4-0  | WASHINGTON      | 9-4-0  |
| 14     | ST. LOUIS | 10-4-0 | MINNESOTA  | 10-4-0 | LOS ANGELES     | 10-4-0 | WASHINGTON      | 10-4-0 |

### American Football Conference
| Semana | Eastern     |        | Central    |        | Western     |        | Repescagem  |       |
| ------ | ----------- | ------ | ---------- | ------ | ----------- | ------ | ----------- | ----- |
| 1      | (Buf, Mia)  | 1-0-0  | 3 times    | 1-0-0  | KANSAS CITY | 1-0-0  | 3 times     | 1-0-0 |
| 2      | NEW ENGLAND | 2-0-0  | PITTSBURGH | 1-0-1  | OAKLAND*    | 1-1-0  | 8 times     | 1-1-0 |
| 3      | NEW ENGLAND | 3-0-0  | CINCINNATI | 2-1-0  | OAKLAND*    | 2-1-0  | 3 times     | 2-1-0 |
| 4      | NEW ENGLAND | 4-0-0  | CINCINNATI | 3-1-0  | OAKLAND     | 3-1-0  | PITTSBURGH  | 2-1-1 |
| 5      | NEW ENGLAND | 5-0-0  | CINCINNATI | 4-1-0  | OAKLAND     | 4-1-0  | BUFFALO     | 4-1-0 |
| 6      | BUFFALO     | 5-1-0  | PITTSBURGH | 4-1-1  | OAKLAND     | 5-1-0  | NEW ENGLAND | 5-1-0 |
| 7      | BUFFALO     | 6-1-0  | PITTSBURGH | 5-1-1  | OAKLAND     | 6-1-0  | NEW ENGLAND | 6-1-0 |
| 8      | BUFFALO     | 7-1-0  | PITTSBURGH | 6-1-1  | OAKLAND     | 7-1-0  | NEW ENGLAND | 6-2-0 |
| 9      | MIAMI       | 7-2-0  | PITTSBURGH | 6-2-1  | OAKLAND     | 8-1-0  | BUFFALO     | 7-2-0 |
| 10     | MIAMI       | 8-2-0  | PITTSBURGH | 7-2-1  | OAKLAND     | 9-1-0  | BUFFALO     | 7-3-0 |
| 11     | MIAMI       | 8-3-0  | PITTSBURGH | 8-2-1  | OAKLAND     | 9-2-0  | BUFFALO     | 8-3-0 |
| 12     | MIAMI       | 9-3-0  | PITTSBURGH | 8-3-1  | OAKLAND     | 10-2-0 | BUFFALO     | 9-3-0 |
| 13     | MIAMI       | 10-3-0 | PITTSBURGH | 9-3-1  | OAKLAND     | 11-2-0 | BUFFALO     | 9-4-0 |
| 14     | MIAMI       | 11-3-0 | PITTSBURGH | 10-3-1 | OAKLAND     | 12-2-0 | BUFFALO     | 9-5-0 |

## Classificação
V = Vitórias, D = Derrotas, E = Empates, PCT = porcentagem de vitórias, PF= Pontos feitos, PS = Pontos sofridos
 x  - marca os times classificados pelo wild card (repescagem),  y  - marca os times que levaram o titulo de suas divisões
| AFC East              |    |    |   |      |     |     |
| Time                  | V  | D  | E | PCT  | PF  | PS  |
| y-Miami Dolphins      | 11 | 3  | 0 | .786 | 327 | 216 |
| x-Buffalo Bills       | 9  | 5  | 0 | .643 | 264 | 244 |
| New England Patriots  | 7  | 7  | 0 | .500 | 348 | 289 |
| New York Jets         | 7  | 7  | 0 | .500 | 279 | 300 |
| Baltimore Colts       | 2  | 12 | 0 | .143 | 190 | 329 |
| AFC Central           |    |    |   |      |     |     |
| Time                  | V  | D  | E | PCT  | PF  | PS  |
| y-Pittsburgh Steelers | 10 | 3  | 1 | .750 | 305 | 189 |
| Houston Oilers        | 7  | 7  | 0 | .500 | 236 | 282 |
| Cincinnati Bengals    | 7  | 7  | 0 | .500 | 283 | 259 |
| Cleveland Browns      | 4  | 10 | 0 | .286 | 251 | 344 |
| AFC West              |    |    |   |      |     |     |
| Time                  | V  | D  | E | PCT  | PF  | PS  |
| y-Oakland Raiders     | 12 | 2  | 0 | .857 | 355 | 228 |
| Denver Broncos        | 7  | 6  | 1 | .536 | 302 | 294 |
| Kansas City Chiefs    | 5  | 9  | 0 | .357 | 233 | 293 |
| San Diego Chargers    | 5  | 9  | 0 | .357 | 212 | 285 |

| NFC East              |    |    |   |      |     |     |
| Time                  | V  | D  | E | PCT  | PF  | PS  |
| y-St. Louis Cardinals | 10 | 4  | 0 | .714 | 285 | 218 |
| x-Washington Redskins | 10 | 4  | 0 | .714 | 320 | 196 |
| Dallas Cowboys        | 8  | 6  | 0 | .571 | 297 | 235 |
| Philadelphia Eagles   | 7  | 7  | 0 | .500 | 242 | 217 |
| New York Giants       | 2  | 12 | 0 | .143 | 195 | 299 |
| NFC Central           |    |    |   |      |     |     |
| Time                  | V  | D  | E | PCT  | PF  | PS  |
| y-Minnesota Vikings   | 10 | 4  | 0 | .714 | 310 | 195 |
| Detroit Lions         | 7  | 7  | 0 | .500 | 256 | 270 |
| Green Bay Packers     | 6  | 8  | 0 | .429 | 210 | 206 |
| Chicago Bears         | 4  | 10 | 0 | .286 | 152 | 279 |
| NFC West              |    |    |   |      |     |     |
| Time                  | V  | D  | E | PCT  | PF  | PS  |
| y-Los Angeles Rams    | 10 | 4  | 0 | .714 | 263 | 181 |
| San Francisco 49ers   | 6  | 8  | 0 | .429 | 226 | 236 |
| New Orleans Saints    | 5  | 9  | 0 | .357 | 166 | 263 |
| Atlanta Falcons       | 3  | 11 | 0 | .214 | 111 | 271 |

### Desempates
- New England terminou à frente de N.Y. Jets na AFC East baseado num melhor retrospecto contra adversários em comum (5–4 contra 4–5 do Jets).
- Houston terminou à frente de Cincinnati na AFC Central baseado num melhor retrospecto no confronto direto (2–0).
- Kansas City terminou à frente de San Diego na AFC West baseado num melhor retrospecto contra adversários em comum (4–6 contra 3–7 do Chargers).
- St. Louis terminou à frente de Washington na NFC East baseado num melhor retrospecto no confronto direto (2–0).

## Playoffs
Note: Antes da temporada de 1975, os times jogavam em casa nos playoffs seguiam uma rotação dentro da divisão.
|  | Divisional Playoffs                   | Divisional Playoffs                   |                                   |    | Conf. Championship Games | Conf. Championship Games |  |  | Super Bowl IX | Super Bowl IX |
|  |                                       |                                       |                                   |    |                          |                          |  |  |               |               |
|  | 22 de dezembro - Three Rivers Stadium |                                       |                                   |    |                          |                          |  |  |               |               |
|  |                                       |                                       |                                   |    |                          |                          |  |  |               |               |
|  | Buffalo Bills                         | 14                                    |                                   |    |                          |                          |  |  |               |               |
|  | Buffalo Bills                         | 14                                    | 29 de dezembro - Oakland Coliseum |    |                          |                          |  |  |               |               |
|  | Pittsburgh Steelers                   | 32                                    |                                   |    |                          |                          |  |  |               |               |
|  | Pittsburgh Steelers                   | 32                                    | Pittsburgh Steelers               | 24 |                          |                          |  |  |               |               |
|  | 21 de dezembro - Oakland Coliseum     |                                       | Pittsburgh Steelers               | 24 |                          |                          |  |  |               |               |
|  |                                       | Oakland Raiders                       | 13                                |    |                          |                          |  |  |               |               |
|  | Miami Dolphins                        | Oakland Raiders                       | 13                                | 26 |                          |                          |  |  |               |               |
|  | Miami Dolphins                        |                                       | 12 de janeiro - Tulane Stadium    | 26 |                          |                          |  |  |               |               |
|  | Oakland Raiders                       | 28                                    |                                   |    |                          |                          |  |  |               |               |
|  | Oakland Raiders                       | 28                                    | Pittsburgh Steelers               | 16 |                          |                          |  |  |               |               |
|  | 22 de dezembro - L.A. Coliseum        |                                       | Pittsburgh Steelers               | 16 |                          |                          |  |  |               |               |
|  |                                       | Minnesota Vikings                     | 6                                 |    |                          |                          |  |  |               |               |
|  | Washington Redskins                   | Minnesota Vikings                     | 6                                 | 10 |                          |                          |  |  |               |               |
|  | Washington Redskins                   | 29 de dezembro - Metropolitan Stadium |                                   | 10 |                          |                          |  |  |               |               |
|  | Los Angeles Rams                      | 19                                    |                                   |    |                          |                          |  |  |               |               |
|  | Los Angeles Rams                      | 19                                    | Los Angeles Rams                  | 10 |                          |                          |  |  |               |               |
|  | 21 de dezembro - Metropolitan Stadium |                                       | Los Angeles Rams                  | 10 |                          |                          |  |  |               |               |
|  |                                       | Minnesota Vikings                     | 14                                |    |                          |                          |  |  |               |               |
|  | St. Louis Cardinals                   | Minnesota Vikings                     | 14                                | 14 |                          |                          |  |  |               |               |
|  | St. Louis Cardinals                   |                                       |                                   | 14 |                          |                          |  |  |               |               |
|  | Minnesota Vikings                     | 30                                    |                                   |    |                          |                          |  |  |               |               |
|  | Minnesota Vikings                     | 30                                    |                                   |    |                          |                          |  |  |               |               |